# Hermann Niesig

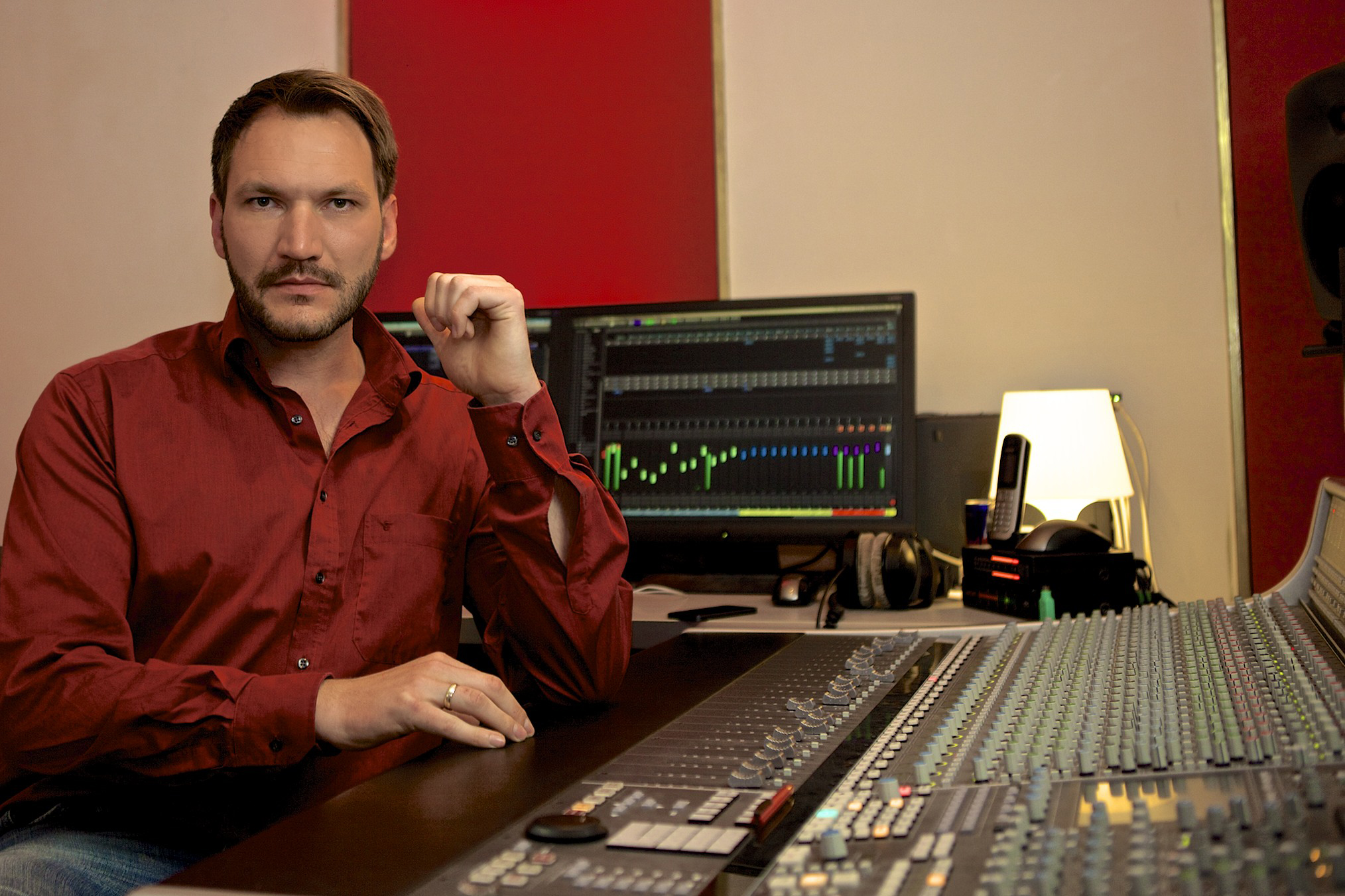
Hermann Niesig, Pressefoto 2014

Hermann Niesig, geb. Hermann Hahn, (* 5. Juli 1978 in Dinslaken) ist ein deutscher Musikproduzent, Arrangeur und Komponist im Bereich Schlager und Partymusik.

## Werdegang
Seit seinem vierten Lebensjahr klassisch auf den Instrumenten E-Orgel und Kirchenorgel ausgebildet, arbeitete Hermann Niesig 1993 zum ersten Mal als Keyboarder in einem Tonstudio. Er arbeitete dann als Arrangeur und produzierte Titel für die Schlagersänger Christian Anders, Jürgen Drews, Peter Sebastian und Francesco Napoli. Es folgte eine Tätigkeit als Remixer für Dancefloor-Projekte, u. a. für Calvin Rotane, in den 1990er Jahren.
Ende 2005 gründete er die Produktionsfirma „earnapping“ in Hürth, bei Köln. Von Anfang 2007 bis 2015 produzierte Hermann Niesig exklusiv die Titel des Künstlers Michael Wendler. Der Titel "Sie liebt den DJ" stieg im Jahr 2007, genauso wie das "Best-Of-Album", zweimal in die deutschen Top-30-Charts ein.
Im September 2008 erhielt Hermann Niesig seinen ersten Gold-Award für das Album „Michael Wendler – Best Of Vol.1“, 2010 seinen ersten Platin-Award. Die Arbeit von Hermann Niesig wurde in den letzten Jahren mit einem Platin- und sieben Gold-Awards, zwei ECHO Nominierungen und der „Krone der Volksmusik“ ausgezeichnet. Unter der Regie von Hermann Niesig entstanden unter anderem auch Charterfolge der Alben und Singles von Mickie Krause, Volker Rosin, Diana Sorbello, Norman Langen und Ole ohne Kohle (Berlin – Tag und Nacht, TV-Serie auf RTL2). Seit 2010 ist Hermann Niesig exklusiver Songwriter für den Rudi Schedler Musikverlag.
2014 beschloss Niesig die enge Zusammenarbeit mit dem Label KICK MEDIA MUSIC und wurde exklusiver Produzent von Sarah Lombardi und Pietro Lombardi . Das von Niesig produzierte Album "Teil von mir" stieg in Deutschland, der Schweiz auf Platz 35 und in Österreich auf Platz 27 der Album-Charts ein.

## Fernsehauftritte
Im Jahr 2008 trat Hermann Niesig zum ersten Mal öffentlich bei Spiegel TV als Produzent von Michael Wendler in Erscheinung. Nach diversen Auftritten als Produzent verschiedener Künstler in Boulevard-Formaten auf RTL oder VOX, spielte er 2012 als Produzent von Ole ohne Kohle sich selbst in der RTL2 Soap „Berlin Tag und Nacht“. In der Sendung „Mission Mittendrin“ (EinsPlus, ARD) macht er 2013 den Moderator Steffen König in drei Tagen zum Schlagersänger. Anfang 2016 war Hermann Niesig als Produzent von Sarah & Pietro Lombardi in der RTL2-Serie "Sarah & Pietro – Mit dem Wohnmobil durch Italien" zu sehen.

## Charterfolge (Mediacontrol)
- 06 Michael Wendler – Spektakulär (Album)
- 07 Michael Wendler – Donnerwetter (Album)
- 07 Michael Wendler – Jackpot (Album, 6 Wochen)
- 10 Michael Wendler – Respekt (Album, 6 Wochen)
- 11 Michael Wendler – Unbesiegt (Album, 36 Wochen)
- 12 Michael Wendler – Die Maske fällt (Album)
- 16 Michael Wendler feat. Schnuffel – Häschenparty (Single, 9 Wochen)
- 18 Michael Wendler – The Very Best Of (Album)
- 20 Michael Wendler feat. Anika – Come Back (Album)
- 21 Michael Wendler – I Don’t Know (Single, 9 Wochen)
- 24 Michael Wendler – Nina (Single, 18 Wochen)
- 27 Mickie Krause – Ein Wort sagt mehr als 1000 Bilder (Album, 2 Wochen)
- 27 Michael Wendler – Best Of Vol. 1 (Album, 14 Wochen)
- 27 Michael Wendler – Sie liebt den DJ (Single, 30 Wochen)
- 28 Volker Rosin – Alle Kinder tanzen (Album)
- 30 Mickie Krause – Eins plus wie immer (Album)
- 30 Harris & Ford feat. Lisah – Tick Tack (Single, Austria)
- 32 Michael Wendler – Sie liebt ihn immer noch (Single)
- 33 Volker Rosin – Tierisch in Bewegung (Album, 5 Wochen)
- 35 Michael Wendler – Best Of Balladenversion (Album, 7 Wochen)
- 35 Sarah & Pietro Lombardi – Teil von mir (Album)
- 38 Ole ohne Kohle – Ich bin kein Model und kein Superstar (Single)
- 40 Michael Wendler – Was wäre wenn (Single)
- 43 Norman Langen – 100% Norman (Album, 2 Wochen)
- 47 Michael Wendler – Hitmix XXL (Album, 3 Wochen)
- 47 Michael Wendler – Echolot (Single, 7 Wochen)
- 50 Volker Rosin – Tanzen macht Spaß (Album, 5 Wochen)
- 55 Michael Wendler – Unser Zelt auf Westerland (Single)
- 65 Ross Antony – Goldene Pferde (Album)
- 70 Mickie Krause – Entscheidung auf Mallorca (Album)
- 83 Diana Sorbello – Mamma Maria